# Vîhoda, Verhovîna
Vîhoda (în ucraineană Вигода) este un sat în comuna Krasnoiillea din raionul Verhovîna, regiunea Ivano-Frankivsk, Ucraina.

## Demografie
Componența lingvistică a localității Vîhoda
     Ucraineană (99,4%)
     Alte limbi (0,6%)
Conform recensământului din 2001, majoritatea populației localității Vîhoda era vorbitoare de ucraineană (99,4%), existând în minoritate și vorbitori de alte limbi.